# Рокетниця (Великопольське воєводство)
Рокетниця (пол. Rokietnica) — село в Польщі, у гміні Рокетниця Познанського повіту Великопольського воєводства.
Населення — 4497 осіб (2011).
У 1975-1998 роках село належало до Познанського воєводства.

## Демографія
Демографічна структура станом на 31 березня 2011 року:
|          | Загалом | Допрацездатний вік | Працездатний вік | Постпрацездатний вік |
| -------- | ------- | ------------------ | ---------------- | -------------------- |
| Чоловіки | 2166    | 525                | 1508             | 133                  |
| Жінки    | 2331    | 525                | 1497             | 309                  |
| Разом    | 4497    | 1050               | 3005             | 442                  |